# Dolophilodes aequalis
Dolophilodes aequalis is een schietmot uit de familie Philopotamidae. De soort komt voor in het Nearctisch gebied.